# Rindfleischetikettierungsüberwachungsaufgabenübertragungsgesetz
Rindfleischetikettierungsüberwachungsaufgabenübertragungsgesetz (escucharⓘ) (abreviado RflEttÜAÜG) es parte del título de una ley regional de Alemania, en vigor entre 2000 y 2013. El término trascendió al convertirse en la palabra oficial alemana más larga en 1999.

## Contexto
El Landtag del land de Mecklemburgo-Pomerania Occidental debatió en 1999 un proyecto de ley titulado Rinderkennzeichnungs - und Rindfleischetikettierungsüberwachungsaufgabenübertragungsgesetz («Ley sobre la transferencia de las obligaciones de vigilancia del etiquetado de la carne de vacuno y la designación de los bovinos»). Finalmente la ley fue aprobada en enero de 2000 como Gesetz zur Übertragung der Aufgaben für die Überwachung der Rinderkennzeichnung und Rindfleischetikettierung, aunque la forma oficial abreviada siguió siendo Rinderkennzeichnungs- und Rindfleischetikettierungsüberwachungsaufgabenübertragungsgesetz. La ley fue derogada en mayo de 2013.

## Fama lingüística
Tras presentarse el proyecto de ley en el parlamento regional en 1999, el término Rindfleischetikettierungsüberwachungsaufgabenübertragungsgesetz, con 63 letras, comenzó a cobrar fama rápidamente. La palabra se había convertido en la más larga que figuraba hasta entonces en un documento de un órgano oficial. La Academia del Idioma Alemán promovió el sustantivo como «palabra del año» ese mismo año. En la actualidad cuenta oficialmente como la segunda palabra alemana más larga, ya que en 2003 entró en vigor otro texto legislativo alemán, titulado Grundstücksverkehrsgenehmigungszuständigkeitsübertragungsverordnung, que con 67 letras bate el anterior récord.
Sin embargo, varias ediciones del Libro Guinness de Récords designan como palabra más larga del mundo la también alemana Donaudampfschifffahrtselektrizitätenhauptbetriebswerkbauunterbeamtengesellschaft («Sociedad de funcionarios subordinados de la construcción de la fábrica principal de la electricidad para la navegación de barcos de vapor en el Danubio»).
Conviene señalar que el alemán permite la construcción de palabras compuestas de longitud indeterminada. Por eso el concepto de palabra más larga sigue siendo indefinido. Por ejemplo, algunos opositores a la ley se habrían encontrado en torno a un Rindfleischetikettierungsüberwachungsaufgabenübertragungsgesetzesgegnerstammtischaschenbecher («Cenicero de la mesa de los contrarios a la Ley sobre la transferencia de las obligaciones de vigilancia del etiquetado de la carne de vacuno»).